# Isabel Thorne
Isabel Jane Thorne (Londra, 22 settembre 1834 – Londra, 9 ottobre 1910) è stata un'attivista e medico britannica.

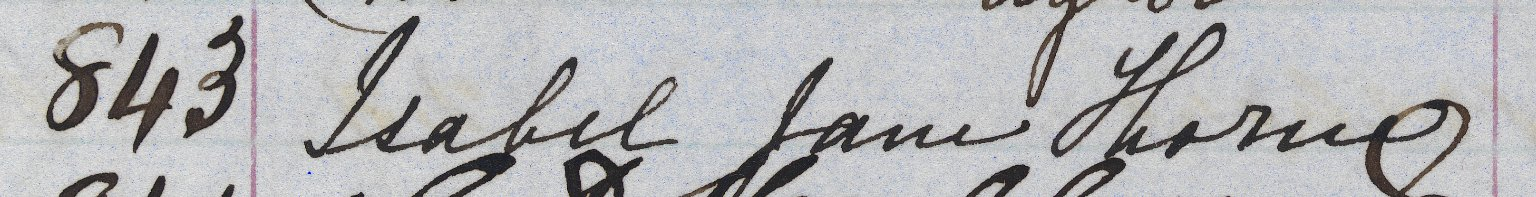
Registro immatricolazioni, Isabel Thorne. University of Edinburgh Centre for Research Collections.
Matriculation Roll, 1861-1874

Lady Thorne, come era conosciuta, era un membro del gruppo femminista le sette di Edimburgo, che ha partecipato alla lotta per ottenere il diritto per legge affinché le donne potessero partecipare ai corsi per diventare medici. La dedizione al dovere e al servizio di Thorne sono dei precursori delle campagne più violente delle suffragette per ottenere il pieno affrancamento delle donne che avvennero più tardi.

## Primi anni
Nata Isabel Jane Pryer il 22 settembre 1834 a Londra, è stata istruita al Queens College. Trascorse gran parte della sua vita da sposata a Shanghai. Mentre viveva lì, uno dei suoi figli morì ispirandola a viaggiare in Cina e in India per aiutare donne e bambini. Sposò Joseph Thorne, un mercante di tè. Si ritiene che abbiano avuto cinque figli, tra cui Isobel (nato nel 1860, diventato uno studente d'arte), May (nato Mary nel 1861, che divenne chirurgo dopo aver sostenuto sua madre nelle sue campagne); e il dottor Atwood Thorne, chirurgo del London Throat Hospital.

## Carriera medica
Thorne si convinse della necessità per le donne di avere dottoresse per se stesse e per i loro figli, specialmente per le donne che vivono in Cina e India. Ha viaggiato attraverso la Cina durante la Taiping Rebellion. Quando la famiglia ritornò in Inghilterra nel 1868, iniziò il praticantato per ostetrica presso Ladies 'Medical College a Fitzroy Square, Londra, descrivendo in seguito l'insegnamento in quanto inadeguato.
Presto rispose all'annuncio di Sophia Jex-Blake che invitava le donne a unirsi a lei nel tentativo di qualificarsi come medici all'Università di Edimburgo e così Thorne divenne una delle sette di Edimburgo (Mary Anderson, Emily Bovell, Matilda Chaplin, Helen Evans, Sophia Jex-Blake, Edith Pechey e Thorne). Durante questo periodo, ha vinto il primo premio in un esame di anatomia. Dopo che il loro tentativo di laurearsi in medicina fu bloccato, Thorne fu una delle donne riallocate alla London School of Medicine for Women. Il suo temperamento diplomatico significava che era una segretaria onoraria più accettabile di Jex-Blake, la cui nomina aveva minacciato di suscitare polemiche.
Nel 1876 un atto parlamentare rese possibile l'ammissione delle donne all'esame in medicina. Le sette di Edimburgo che costituirono la London School of Medicine for Women (LSMW) chiese a Thorne, che accettò di ricoprire la carica di Segretario Onorario dal 12 giugno 1877 al 1908, e un seggio nell'esecutivo, anche se in realtà non si è mai qualificata in medicina. Thorne ha rinunciato alla propria ambizione di essere un medico per impegnarsi ad aiutare la scuola a funzionare senza intoppi; per diventare più solidamente stabile. Ma il Dott. Lucy Sewall aveva scritto una volta che tra tutti gli studenti di Edimburgo, Isabel Thorne era uno dei più propensi a fare il miglior dottore. Era premurosa, piena di tatto, laboriosa, operosa e per 30 anni il cardine dell'amministrazione del college.
La signora Thorne conservò i documenti e scrisse un resoconto di quegli anni che fu pubblicato nel 1905 come "Bozza della Fondazione e sviluppo della London School of Medicine for Women". Nel 1908 sua figlia, la chirurga May Thorne che si era diplomata alla LSMW nel 1895, le succedette come segretaria onoraria.
Isabel Thorne morì a casa al 148 di Harley Street, Londra, il 7 ottobre 1910. Fu cremata l'11 ottobre e le sue ceneri furono sepolte nel cimitero di Southover, Lewes.

## Riconoscimento
Le sette di Edimburgo hanno ricevuto il postumo MBChB presso la Sala McEwan Università di Edimburgo sabato 6 luglio 2019. I titoli sono stati raccolti per conto di un gruppo di studenti presso l'Edinburgh Medical School. La laurea è stata la prima di una serie di eventi universitari pianificati dall'Università di Edimburgo per commemorare i risultati e il significato delle sette di Edimburgo.

## Opere
- Employment for Educated Women, Englishwoman's Review of Social and Industrial Questions [1867], vol.37, no.271 (1906), pp. 257–8
- Sketch of the Formation and Development of the London School of Medecine (1905)